# Santa María del Monte de Cea
Santa María del Monte de Cea ist ein Ort und eine nordspanische Gemeinde (municipio) mit nur noch 209 Einwohnern (Stand: 2024) in der Provinz León in der autonomen Region Kastilien-León. Neben dem Hauptort Santa María del Monte de Cea besteht die Gemeinde aus den Ortschaften Banecidas, Castellanos, Villacintor und Villamizar.

## Lage und Klima
Santa María del Monte de Cea liegt im nördlichen Teil der Iberischen Hochebene (meseta) in einer Höhe von ca. 885 m. Die Provinzhauptstadt León befindet sich ca. 43 km (Fahrtstrecke) westnordwestlich. Das Klima im Winter ist kühl, im Sommer dagegen durchaus warm; die eher geringen Niederschlagsmengen fallen – mit Ausnahme der nahezu regenlosen Sommermonate – verteilt übers ganze Jahr.

## Bevölkerungsentwicklung
| Jahr      | 1970 | 1981 | 1991 | 2001 | 2011 | 2021 |
| Einwohner | 1017 | 673  | 487  | 359  | 270  | 215  |

Der deutliche Bevölkerungsrückgang seit den 1950er Jahren ist im Wesentlichen auf die Mechanisierung der Landwirtschaft sowie auf die Aufgabe von bäuerlichen Kleinbetrieben und den damit einhergehenden Verlust an Arbeitsplätzen zurückzuführen (Landflucht).

## Sehenswürdigkeiten

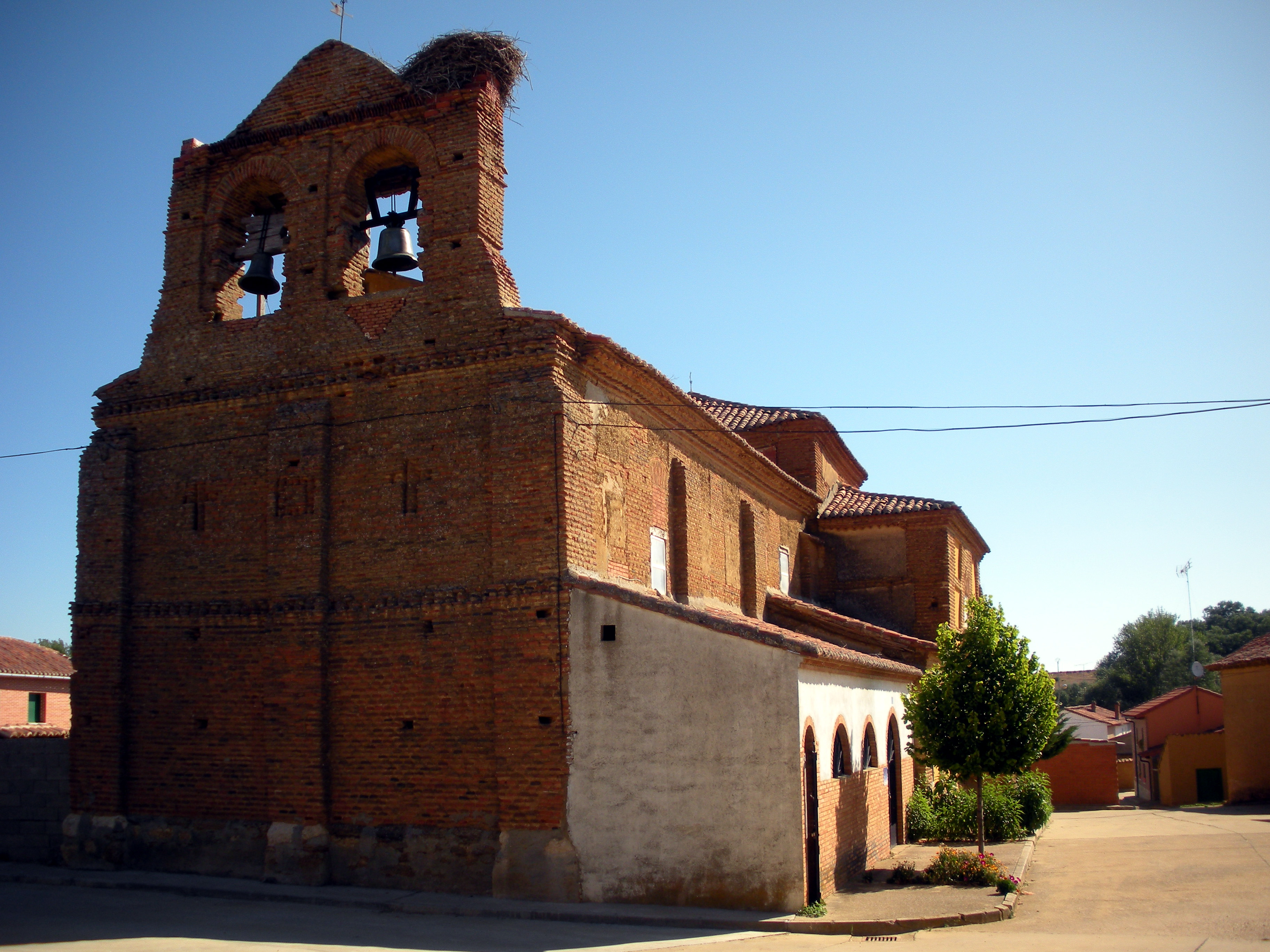
Kirche von Banecidas
- Kirche von Villacintor

- Kirche von Banecidas